# Arrow Boys
Os Arrow Boys (Meninos Flecha, em tradução livre) são milícias operando na região da África Centro-Oriental, especialmente no Uganda e no Sudão do Sul. Essas milícias surgiram como uma unidade de autodefesa cujo nome se deve aos arcos, flechas supostamente tratadas com veneno e outras armas tradicionais que usam.

## Rebelião do Exército de Resistência do Senhor
Durante a insurgência do Exército de Resistência do Senhor (Lord's Resistance Army, LRA) em Uganda, os Arrow Boys foram iniciados em Teso na Região Leste como uma milícia de autodefesa.  Enquanto o Exército de Resistência do Senhor fugia de Uganda para o Sudão do Sul, a milícia também se difundiu por lá para se defender das ações do LRA.

## Guerra Civil do Sudão do Sul
Quando os pastores de gado do grupo étnico dinka, supostamente apoiados pelo Exército Popular de Libertação do Sudão (Sudan People's Liberation Army, SPLA), ocuparam terras agrícolas, os jovens do grupo étnico azande levantaram-se em milícias principalmente com os Arrow Boys,  cujo líder Alfred Karaba Futiyo Onyang declarou lealdade ao Movimento Popular de Libertação do Sudão na Oposição  e afirmou ter ocupado partes da Equatória Ocidental. 